# 뺑소니
뺑소니(영어: hit-and-run)는 교통 사고로 인적, 물적 피해가 발생했음에도 인명 구호 등 후속 조치없이 현장에서 도주하는 것이다. 이는 특정범죄가중처벌 등에 관한 법률(특가법)상에서 다루고 있는 범죄 행위로, 대법원 판례는 인명피해가 발생한 경우 이에 해당한다고 보는데, 운전자가 교통 사고를 낸 후 피해자에 대해 적절한 조치 없이 도주하는 것을 의미한다.
교통 사고 후에 도주를 하더라도 '사람이 탑승하지 않은 주차된 차량'을 파손시킨 채 현장을 이탈한 경우는 재산피해를 입힌 경범죄로 간주하며, 이를 '교통 사고 후 미조치' 또는 '물피도주'라고 한다.

## 국가별 처벌

### 대한민국
도로교통법 제54조에 의거하면 교통 사고가 발생한 경우에 운전자 등은 즉시 정차하여 필요한 조치를 취해야 하며, 그렇지 않고 도주할 경우에는 특가법 제5조의 3의 적용을 받게 된다. 필요한 조치를 하지 않는 경우는 사고 즉시 도주 또는 피해자 유기 후 도주로 나뉜다. 다만, 자동차나 원동기장치자전거 운전자에만 해당하며, 자전거, 우마차, 경운기 등에는 예외로 한다.
도로교통법에 따라 보통의 교통 사고에는 5년 이하의 금고나 2천만 원 이하의 벌금형이 적용된다. 교통사고처리 특례법(교특법)에 따라 사망 사고, 중상해 사고, 뺑소니 사고, 11대 중과실 사고 등이 아닐 경우 운전자가 종합보험에 가입해 있거나 피해자를 대상으로 적절한 구호를 취하고 원만한 합의를 하면 형사 처벌의 대상이 되지 않는다. 그러나 특가법의 적용을 받는 뺑소니 가해자는 치상의 경우 1년 이상(피해자를 유기한 경우 3년 이상), 치사의 경우 무기 또는 5년 이상의 징역에 처해진다.

### 미국
뺑소니에 대한 처벌과 정의는 미국의 주마다 다르다. 한 예로, 버지니아주는 사고로 인한 사망이나 부상, 일정 금액을 초과한 재산 피해가 생길 경우 뺑소니를 중범죄로 취급하며, 그렇지 않을 경우에는 경범죄로 본다. 캘리포니아주에서는 재산 상의 피해나 신체 상해에 따라 뺑소니 행위가 법규 위반, 경범죄, 중범죄가 될 수 있다.
텍사스주의 경우 사고로 인한 사망이나 심각한 상해가 수반될 경우에 뺑소니를 3급 중죄로 취급한다. 부상의 정도가 심하지 않은 사고의 뺑소니는 텍사스 형사법무부에 5년 이하의 징역에 처하거나 주립 교도소에서 1년 이하의 징역, 5천 달러 이하의 벌금, 또는 징역 및 벌금 모두에 처할 수 있다. 부상 없이 총 2백 달러 이상의 피해를 낸 사고의 뺑소니는 B등급 경범죄로 처벌받을 수 있으며, 총 2백 달러 이하의 피해를 낸 사고의 뺑소니는 C등급 경범죄로 취급한다.
뉴욕주에서 사고 현장을 신고하지 않고 방치하는 것은 교통법규 위반으로, 사고로 개인이 부상을 입었을 경우에는 경범죄가 된다. 뺑소니 사고로 인해 동물이 다쳤을 경우 훨씬 더 높은 벌금이 부과된다.

### 오스트레일리아
오스트레일리아 법에 따르면 충돌 사고와 관련된 운전자는 현장에 멈춰서 부상자뿐만 아니라 파손된 재산의 소유자 및 운전자를 비롯한 다른 모든 운전자에게 정보를 제공하여야 하며, 다음과 같은 경우 경찰관에게 정보를 제공하여야 한다.
- 누구든 죽거나 다친 경우
- 충돌에 관련한 차량이 다른 차량으로 견인되거나 충돌 현장에서 벗어난 경우
- 충돌에 관련한 다른 운전자 누구라도 정보 교환을 요구할 경우
- 경찰관이 어떠한 정보라도 요구하는 경우[11]

벌점 제도는 오스트레일리아의 교통 법규 위반 시 적용되며, 각 위반에 대하여 일정한 벌점을 부과하고 점수가 누적될 경우 벌금과 면허 정지, 취소로 이어질 수 있다. 운전자가 현장에 멈춰서 필요한 정보를 제공하지 않았을 때는 뺑소니 행위로 보고 최고 20점의 벌점이 부과된다.

### 중국
중화인민공화국 도로교통안전법 제101조에 의거하면 대형 추돌사고 발생 시 뺑소니 행위를 할 경우 운전 면허가 취소되고 면허 재취득을 평생 금지한다.
1997년 형법 제133조는 사망을 비롯한 중대한 상해나 재산 피해가 발생한 사고 후 뺑소니 행위를 할 경우 3~7년의 징역에 처하고, 사고 현장에서 벗어나려는 시도가 있거나 그 밖의 의도적임이 명백한 도피 행위에 연루될 경우 3~7년의 기간형 징역에 처한다. 뺑소니 행위로 말미암아 사망 피해로 이어진 경우는 7년 이상의 징역을 선고받을 수 있다.

## 같이 보기
- 로드킬
- 비밀 (2013년 드라마) - 뺑소니 범죄를 소재로 한 드라마